# N'Zi (région)
Pour les articles homonymes, voir N'Zi.
La région du N'Zi est une région de la Côte d'Ivoire, située dans le District des Lacs ayant pour chef-lieu la ville de Dimbokro. En 2021, sa population est estimée à 254 623 habitants.

## Politique
Bernard N'Guessan Koffi, candidat du Parti démocratique de Côte d'Ivoire – Rassemblement démocratique africain (PDCI-RDA), est élu président du conseil régional lors de l'élection régionale d'avril 2013 avec 51,21 % des voix devant le candidat indépendant Koikou Assamoi (33,19 % des voix),. Lataille N'Guessan Koffi, candidat indépendant est élu président du conseil régional lors de l'élection régionale d'octobre 2018 avec 50,46 % des voix, devant Éliane N'Zi N'Da Affoué, candidate du PDCI-RDA (38,31 %) et le président sortant Bernard N'Guessan Koffi (RHDP, 9,33 %),. Lors de l'élection de septembre 2023, Lataille N'Guessan Koffi est réélu avec l'étiquette du RHDP face à Jean-Paul Yao Koffi du PDCI-RDA (31,4 %) et Éliane N'Zi N'Da Affoué (indépendante, 26,3 %),.